# Pulski podzemni tuneli
Pulski podzemni tuneli čine 10-ak kilometara dugu podzemnu mrežu koja međusobno povezuje pulske fortifikacije. Tunele je započela graditi Austrija radi zaštite svoju glavne ratne luke, te je stvorila najveći dio pulskih podzemnih tunela. Nakon Austrije podzemne tunele gradila je i Jugoslavenska narodna armija, dok Italija, Njemačka i angloamerička uprava nisu posvetili svoje vrijeme uprave nad gradom gradnji novih tunela.
Rijetki posjetitelji i danas, hodajući beskrajnim hodnicima koji se prostiru ispod sedam gradskih brežuljaka, mogu po zidovima vidjeti tragove miniranja. Najpoznatiji pulski podzemni tuneli nalaze se ispod Kaštela, a u središnju podzemnu dvoranu koja se nalazi točno ispod mletačke tvrđave stiže se iz četiri alternativna pravca: plombirani ulazi su kod Dvojnih vrata, u galeriji Nemeš, kod Tehničke škole i na usponu prema Franjevačkom samostanu.
Tunel koji započinje na usponu prema Franjevačkom samostanu dugačak je 100 metara i vodi do centralne dvorane smještene točno ispod Kaštela. S bočne strane tog hodnika smješteno je pregršt manjih prostorija koje su najvjerojatnije služile za boravak osoba koje su se skrivale tijekom bombardiranja Pule, a u tunelu se mogu vidjeti takozvani "suhi zahodi". U njima su ljudi obavljali nuždu u metalne kante, koje bi praznili tijekom stanki za vrijeme bombardiranja.
Tuneli su u relativno dobrom stanju, imaju priključak na struju i vodu, samo na rijetkim mjestima probija voda. Očito je da je u njima zimi, kad ima više zračnih struja, manje vlage. Dovoljno zraka u skloništima osiguravaju ventilacijski kanali, koji su iz sigurnosnih razloga prokopani cik-cak.
U centralnoj dvorani podzemnog skloništa, nazvanoj Ovalni ured pod Kaštelom, nalaze se tri tunela koji vode do Dvojnih vrata, taksi stanice i Cvečićevog uspona kod Tehničke škole te jedna prostorija s oznakom Crvenog križa koja je najvjerojatnije služila kao ambulanta za vrijeme rata.
Trenutno se provodi uvid u stanje svih pulskih podzemnih tunela kako bi se mogli valorizirati i eksploatirati prema pokrenutom pilot-projektu grada Pule. Ispitivanje stanja struktura i instalacija u tunelima povjereno je speleolozima koji prikupljaju topografske podatke tunela, mjere dužinu, brzinu vjetra te vlagu i temperaturu zraka. Mjesečno su potrebna dva do tri sistematska mjerenja atmosferskih uvjeta kroz razdoblje od godinu dana da bi se dobila pouzdana slika mikroklime tunela. Pritom se koristi poseban uređaj koji prikazuje sve klimatske podatke, a za iscrtavanje karte tunela uz običan papir i olovku koristi se i laserski uređaj za mjerenje udaljenosti.
Zadatak speleologa iz Speleološke udruge "Pula" je istražiti podzemne tunele i izraditi topografsku kartu skloništa, te prvi put izmjeriti temperaturu i vlažnost zraka, brzinu vjetra i kretanje zračnih struja, te postotak kisika i ugljičnog dioksida kako bi ispitali je li moguć boravak u tunelima i koliko dugo, te predložili vrstu djelatnosti koja se tu može odvijati.
Temperatura je u pulskim skloništima cijelu godinu identična i kreće se oko ugodnih 14 stupnjeva, a zbog pogodnih uvjeta u tri se tunela trenutno uzgajaju gljive. U jednom se tunelu nalazila galerija Nemeš (zatvorena 2012. godine), a planirano je da se mreža tunela pod Kaštelom sistemom specijalnih liftova uključi, kako doznajemo, u futuristički projekt Muzeja suvremene umjetnosti Istre.
Osim ovih podzemnih tunela postoje brojni drugi tuneli koji su više-manje označeni brojevima, a svi se klasificiraju pod nazivom "sklonište osnovne zaštite", odnosno "sklonište tunelskog tipa - dopunske zaštite".
Popis nekih skloništa u Puli s navedenim brojem, lokacijom, površinom i kapacitetom:
- br. 12 - sklonište tunelskog tipa - dopunske zaštite broj 12 u Puli, na lokaciji Stari Grad (Galerija Nemeš)
- br. 14 - sklonište tunelskog tipa - dopunske zaštite broj 14 u Puli, površine 1929,00 m², lokacija: s ulazom iz Boškovićevog uspona, te Arsenalske, Dobriline i Radićeve ulice
- br. 16 - sklonište tunelskog tipa - dopunske zaštite br. 16 na lokaciji Arsenalska ulica, neutvrđene površine kapaciteta 11000 osoba, koje čini zasebnu funkcionalnu i građevinsku cjelinu
- br. 34 - sklonište osnovne zaštite (tunelskog tipa) br. 34 u Puli, na lokaciji Krležina 39, smještajnog kapaciteta za prihvat 200 osoba, koje čini zasebnu funkcionalnu i građevinsku cjelinu
- br. 35 - sklonište osnovne zaštite br. 35 u Puli, na lokaciji Krležina 37, površine 210 m² za prihvat 200 osoba, koje čini zasebnu funkcionalnu i građevinsku cjelinu
- br. 36 - sklonište osnovne zaštite br. 36 u Puli, na lokaciji Krležina ulica, smještajnog kapaciteta za prihvat 200 osoba, koje čini zasebnu funkcionalnu i građevinsku cjelinu
- br. 41 - sklonište osnovne zaštite br. 41 u Puli, na lokaciji Koparska 44, smještajnog kapaciteta za prihvat 150 osoba, koje čini zasebnu funkcionalnu i građevinsku cjelinu
- br. 77 - sklonište br. 77 u Puli na lokaciji Osječka ulica
- br. 79 - sklonište br. 79 u Puli, na lokaciji Kochova - Jeretova, površine 193,82 m², koje čini zasebnu funkcionalnu i građevinsku cjelinu
- br. 80 - sklonište br. 80 u Puli, na lokaciji Jeretova 21, površine 237,63 m², koje čini zasebnu funkcionalnu i građevinsku cjelinu
- br. 82 - sklonište br. 82 u Puli, na lokaciji Sisplac 15, površine 360 m², koje čini zasebnu funkcionalnu i građevinsku cjelinu
- br. 83 - sklonište br. 83 u Puli, na lokaciji Stankovićeva 26

## Revitalizacija i projekti
U povodu Dana grada Pule, 4. svibnja 2011. otvoren je po prvi put za javnost tunel označen brojem 12 koji prolazi ispod Kaštela, a ulazi su mu iza Dvojnih vrata i u Usponu Pavla Đakona. Iako nisu otvorene sve tunelske cijevi u tom kompleksu (ulaz kod Herkulovih vrata odnosno u Nemešovoj galeriji i ulaz u Cvečićevu usponu kod Tehničke škole), a ni zaseban tunelski sustav koji prolazi iznad ovoga donjega i većega, a odmah ispod mletačke utvrde, ovo otvorenje za javnost prvi je korak u revitalizaciji pulskog podzemlja. Ovaj je projekt i izložbeni prostor nazvan Zerostrasse, a dijelom se poklapa s još jednim projektom koji obrađuje nešto širi opseg pulskog podzemlja čija je autorica arhitektica Breda Bizjak.

## Više informacija
- Pulske fortifikacije
- Pula